# Leichtathletik-Länderkampf der Männer 1970 Frankreich – BR Deutschland
| 8. Leichtathletik-Länderkampf mit bundesdeutscher Beteiligung 1970 | 8. Leichtathletik-Länderkampf mit bundesdeutscher Beteiligung 1970 |
| ------------------------------------------------------------------ | ------------------------------------------------------------------ |
|                                                                    |                                                                    |
| Vergleich der Männer: Frankreich – BR Deutschland                  |                                                                    |
| Austragungsort                                                     | Vittel                                                             |
| Wettbewerbe                                                        | 20                                                                 |
| Datum                                                              | 29. August                                                         |
| 1. FRG 2. FRA                                                      | 220,5 Punkte 189,5 Punkte                                          |
| Chronik                                                            |                                                                    |
| ← URS-FRG 5kampf (F)                                               | NLD-FRG-FRA 5kampf (F) →                                           |

Im achten Vergleich des Länderkampfjahres 1970 gab es parallel zum Europacupfinale der Männer in Stockholm den erst dritten Länderkampf mit einem allgemeinen leichtathletischen Programm. Dabei trafen sich die bundesdeutschen und französischen B-Teams, bestehend aus Leichtathleten, die nicht am Europacup teilnahmen, am 29. August im französischen Vittel. Es war die 22. Begegnung der beiden Nationen. Sämtliche vorangegangenen Aufeinandertreffen waren an die Bundesrepublik Deutschland gegangen.

## Wettbewerbe und Modus
Auf dem Programm standen die bei Länderkämpfen üblichen zwanzig Disziplinen. Aus dem olympischen Wettbewerbskatalog fehlten nur der Marathonlauf, die beiden Gehdisziplinen und der Zehnkampf.
Es gab allerdings zwei Besonderheiten:
1. In jeder Disziplin starteten je Nation drei Teilnehmer.
2. Es wurde vereinbart, dass beide Nationen auf den Einsatz von Athleten, die Teilnehmer am Europacup waren, verzichteten.

In den Einzeldisziplinen wurden die Punkte folgendermaßen vergeben: Wertung:1. Platz: 7 Punkte / 2. Pl.: 5 P / 3. Pl.: 4 P / 4. Pl.: 3 P / … Die Staffeln wurden mit fünf zu zwei Punkten gewertet.

## Ergebnis
In den Einzelläufen waren die französischen Leichtathleten überlegen. Sie gewannen sechs dieser Wettbewerbe, die bundesdeutschen Sportler nur drei. Das Rennen über 100 Meter ging unentschieden aus. Von den Staffeln verbuchte jedes Team eine auf seinem Konto. In den technischen Disziplinen lag die Bundesrepublik Deutschland klar vorn. Die bundesdeutsche Mannschaft entschied sowohl im Bereich Sprung als auch in der Kategorie Wurf/Stoß jeweils drei Disziplinen für sich, den französischen Vertretern blieb hier nur jeweils ein Wettbewerbserfolg. Damit ging die Gesamtwertung mit diesmal 220,5 zu 189,5 Punkten an die Bundesrepublik Deutschland.

## Resultate

### 100 m
| Platz | Athlet              | Land | Zeit (s) |
| ----- | ------------------- | ---- | -------- |
| 1     | Roger Bambuck       | FRA  | 10,6     |
| 2     | Gert Metz           | FRG  | 10,6     |
| 3     | Günter Rudolph      | FRG  | 10,7     |
| 4     | Georges André       | FRA  | 10,9     |
| 5     | Manfred Letzelter   | FRG  | 10,9     |
| 6     | Dominique Chauvelot | FRA  | 10,9     |

### 200 m
| Platz | Athlet              | Land | Zeit (s) |
| ----- | ------------------- | ---- | -------- |
| 1     | Roger Bambuck       | FRA  | 21,2     |
| 2     | Georges André       | FRA  | 21,3     |
| 3     | Benno Knobloch      | FRG  | 21,3     |
| 4     | Heinz Rienecker     | FRG  | 21,6     |
| 5     | Edgar Krüger        | FRG  | 21,7     |
| 6     | Jean-Paul Dubuisson | FRA  | 21,7     |

### 400 m
| Platz | Athlet            | Land | Zeit (s) |
| ----- | ----------------- | ---- | -------- |
| 1     | Christian Nicolau | FRA  | 47,0     |
| 2     | Roger Velasquez   | FRA  | 47,4     |
| 3     | Rolf Krüsmann     | FRG  | 47,4     |
| 4     | Hans-Dieter Löber | FRG  | 47,4     |
| 5     | Helmar Müller     | FRG  | 47,7     |
| 6     | Michel Dach       | FRA  | 48,6     |

### 800 m
| Platz | Athlet             | Land | Zeit (min) |
| ----- | ------------------ | ---- | ---------- |
| 1     | Pierre Toussaint   | FRA  | 1:49,0     |
| 2     | Anton Adam         | FRG  | 1:49,4     |
| 3     | Jean-Claude Labeau | FRA  | 1:49,4     |
| 4     | Gernot Schoch      | FRG  | 1:49,5     |
| 5     | Manfred Henne      | FRG  | 1:49,9     |
| 6     | Jean Danic         | FRA  | 1:51,0     |

### 1500 m
| Platz | Athlet               | Land | Zeit (min) |
| ----- | -------------------- | ---- | ---------- |
| 1     | Jean-Pierre Dufresne | FRA  | 3:46,8     |
| 2     | Erk Maasch           | FRG  | 3:47,3     |
| 3     | Frank Thomé          | FRG  | 3:47,3     |
| 4     | Robert Leborgne      | FRA  | 3:47,3     |
| 5     | Michel Blondel       | FRA  | 3:47,9     |
| 6     | Hubert Stecher       | FRG  | 3:48,6     |

### 5000 m
| Platz | Athlet             | Land | Zeit (min) |
| ----- | ------------------ | ---- | ---------- |
| 1     | Heinrich Brugger   | FRG  | 14:17,8    |
| 2     | Jean-Claude Barbet | FRA  | 14:18,4    |
| 3     | Wolfgang Falke     | FRG  | 14:21,0    |
| 4     | Jean Levaillant    | FRA  | 14:21,2    |
| 5     | Pierre Viaux       | FRA  | 14:44,0    |
| 6     | Berthold Werthmann | FRG  | 14:51,2    |

### 10.000 m
| Platz | Athlet              | Land | Zeit (min) |
| ----- | ------------------- | ---- | ---------- |
| 1     | Hans Munzinger      | FRG  | 29:29,6    |
| 2     | Jens Wollenberg     | FRG  | 29:30,0    |
| 3     | Jean Yves Le Flohic | FRA  | 29:33,4    |
| 4     | Henri Rault         | FRA  | 29:34,0    |
| 5     | Mohamed Keddar      | FRA  | 29:51,0    |
| 6     | Ernst Vogelsang     | FRG  | 31:12,6    |

### 110 m Hürden
| Platz | Athlet          | Land | Zeit (s) |
| ----- | --------------- | ---- | -------- |
| 1     | André Brilland  | FRA  | 13,9     |
| 2     | Patrick Malrieu | FRA  | 14,0     |
| 3     | Werner Trzmiel  | FRG  | 14,1     |
| 4     | Philippe Bunel  | FRA  | 14,2     |
| 5     | Jan Weimar      | FRG  | 14,6     |
| 6     | Manfred Richter | FRG  | 14,7     |

### 400 m Hürden
| Platz | Athlet                 | Land | Zeit (s) |
| ----- | ---------------------- | ---- | -------- |
| 1     | Georg Nückles          | FRG  | 50,8     |
| 2     | Dieter Friedrich       | FRG  | 50,9     |
| 3     | Manfred Klaußner       | FRG  | 51,5     |
| 4     | Gérard Le Bolch        | FRA  | 51,7     |
| 5     | Bernard Pollet-Villard | FRA  | 51,8     |
| 6     | Michel Montgermont     | FRA  | 53,2     |

### 3000 m Hindernis
| Platz | Athlet               | Land | Zeit (min) |
| ----- | -------------------- | ---- | ---------- |
| 1     | Gérard Delalandre    | FRA  | 8:45,0     |
| 2     | Willi Wagner         | FRG  | 8:46,0     |
| 3     | Gérard Buchheit      | FRA  | 8:49,0     |
| 4     | Hans-Dieter Schulten | FRG  | 8:49,0     |
| 5     | Willi Maier          | FRG  | 8:58,2     |
| 6     | Serge Lacam          | FRA  | 9:01,2     |

### 4 × 100 m Staffel
| Platz | Besetzung      | Land                                                          | Zeit (s) |
| ----- | -------------- | ------------------------------------------------------------- | -------- |
| 1     | BR Deutschland | Manfred Letzelter Günter Rudolph Edgar Krüger Heinz Rienecker | 39,9     |
| 2     | Frankreich     | Roger Bambuck Jean-Pierre Grès Charles Ducasse Joseph Arame   | 40,1     |

### 4 × 400 m Staffel
| Platz | Besetzung      | Land                                                          | Zeit (min) |
| ----- | -------------- | ------------------------------------------------------------- | ---------- |
| 1     | Frankreich     | Bianco Lionel Malingre Roger Velasquez Christian Nicolau      | 3:10,7     |
| 2     | BR Deutschland | Hans-Dieter Löber Helmar Müller Rolf Krüsmann Peter Trautwein | 3:11,9     |

### Hochsprung
| Platz | Athlet              | Land | Höhe (m) |
| ----- | ------------------- | ---- | -------- |
| 1     | Ingomar Sieghart    | FRG  | 2,14     |
| 2     | Robert Sainte-Rose  | FRA  | 2,11     |
| 2     | Thomas Zacharias    | FRG  | 2,11     |
| 4     | Henry Elliott       | FRA  | 2,08     |
| 5     | Jean Paul Jeanneret | FRA  | 2,05     |
| 6     | Michael Wildförster | FRG  | 2,00     |

### Stabhochsprung
| Platz | Athlet           | Land | Höhe (m) |
| ----- | ---------------- | ---- | -------- |
| 1     | Heinfried Engel  | FRG  | 5,20     |
| 2     | Robert Anders    | FRG  | 5,00     |
| 3     | Michel Ollivary  | FRA  | 5,00     |
| 4     | Bernd Heller     | FRG  | 4,90     |
| 5     | Hervé d’Encausse | FRA  | 4,80     |
| 6     | Denis Leboul     | FRA  | 4,60     |

### Weitsprung
| Platz | Athlet            | Land | Weite (m) |
| ----- | ----------------- | ---- | --------- |
| 1     | André Vix         | FRA  | 7,82      |
| 2     | Hermann Latzel    | FRG  | 7,74      |
| 3     | Andreas Gloerfeld | FRG  | 7,73      |
| 4     | Jacques Rousseau  | FRA  | 7,50      |
| 5     | Christian Tourret | FRA  | 7,36      |
| 6     | Bernd Konrad      | FRG  | 7,30      |

### Dreisprung
| Platz | Athlet             | Land | Weite (m) |
| ----- | ------------------ | ---- | --------- |
| 1     | Joachim Kugler     | FRG  | 15,50     |
| 2     | Alain Rousselin    | FRA  | 15,41     |
| 3     | Bernhard Stierle   | FRG  | 15,31     |
| 4     | Bertrand Damoiseau | FRA  | 15,26     |
| 5     | Daniel Anguiviel   | FRA  | 14,97     |
| 6     | Richard Kick       | FRG  | 14,84     |

### Kugelstoßen
| Platz | Athlet             | Land | Weite (m) |
| ----- | ------------------ | ---- | --------- |
| 1     | Arnjolt Beer       | FRA  | 18,75     |
| 2     | Josef Klik         | FRG  | 18,40     |
| 3     | Ferdinand Schladen | FRG  | 17,68     |
| 4     | Patrick Chala      | FRA  | 17,48     |
| 5     | Yves Brouzet       | FRA  | 17,34     |
| 6     | Gerhard Steines    | FRG  | 17,31     |

### Diskuswurf
| Platz | Athlet               | Land | Weite (m) |
| ----- | -------------------- | ---- | --------- |
| 1     | Karl-Heinz Steinmetz | FRG  | 56,52     |
| 2     | Ferdinand Schladen   | FRG  | 55,56     |
| 3     | Raymond Bache        | FRA  | 54,52     |
| 4     | Dieter Gruse         | FRG  | 53,94     |
| 5     | Michel Grosso        | FRA  | 53,60     |
| 6     | Max Lebaron          | FRA  | 52,04     |

### Hammerwurf
| Platz | Athlet            | Land | Weite (m) |
| ----- | ----------------- | ---- | --------- |
| 1     | Walter Schmidt    | FRG  | 67,34     |
| 2     | Hans Fahsl        | FRG  | 66,24     |
| 3     | Edwin Klein       | FRG  | 66,00     |
| 4     | Jacques Accambray | FRA  | 64,28     |
| 5     | Karl Sintoni      | FRA  | 58,76     |
| 6     | Patrice Caiolo    | FRA  | 58,64     |

### Speerwurf
| Platz | Athlet             | Land | Weite (m) |
| ----- | ------------------ | ---- | --------- |
| 1     | Horst Timmer       | FRG  | 79,32     |
| 2     | Peter Mörbel       | FRG  | 78.34     |
| 3     | Hermann Schlechter | FRG  | 76,74     |
| 4     | Michel Butet       | FRA  | 74,08     |
| 5     | Michel Pougheon    | FRA  | 74,06     |
| 6     | Manuel Ibanez      | FRA  | 73,44     |